# Zene és szöveg
A Zene és szöveg (eredeti cím: Music and Lyrics) 2007-ben bemutatott zenés romantikus vígjáték. Rendezője és forgatókönyvírója Marc Lawrence.
Alex Fletcher (Hugh Grant), egy 80-as évekbeli volt popsztár, Sophie Fisher (Drew Barrymore) angol irodalmat tanult az egyetemen. A történet arról szól, hogyan próbálnak meg közösen egy dalt írni Cora Corman számára (Haley Bennett – ebben a filmben debütál), és közben hogyan kedvelik meg egymást.
Angliában 2007. február 9-én, az Amerikai Egyesült Államokban február 14-én mutatták be, a Warner Bros forgalmazásában. A film mind a kritikusoktól, mind a közönségtől pozitív fogadtatást kapott. Az amerikai nézettségi listán a negyedik helyre kúszott fel, első heti bevétele 19 millió amerikai dollár volt. Az Egyesült Államokban 12 hét alatt összesen 50 572 589 dollár bevételt hozott.

## Cselekmény
|  | Alább a cselekmény részletei következnek! |

Alex Fletcher (Hugh Grant) mint valamikori popsztár kissé elfeledve éldegél. Néha fellép mezőbálokon, a vidámparkban, vagy egy-egy nosztalgiabulin.
Mint a PoP! együttes alapító tagja, meglehetős népszerűségre tett szert a ’80-as években, de 
már beletörődött, hogy a sikereinek vége. Adódik egy lehetőség, amivel újra reflektorfénybe kerülhet, amikor 
felkérik, hogy írjon egy dalt Cora Corman popdíva (játssza: Haley Bennett) számára, és 
világosan látja, hogy nincs vesztenivalója. Az egyetlen probléma az, hogy csak zenét tud írni, dalszöveget nem, a 
határidő pedig szűkös, mindössze néhány napja van a dal elkészítésére. Ekkor találkozik Sophie Fisherrel 
(játssza: Drew Barrymore), aki a virágait jön megöntözni. Sophie önkéntelenül is befolyásolja a dal 
szövegét, és mivel az Alex által felkért dalszövegíró ezek után otthagyja, Alex Sophie-t kéri fel a
szöveg megírására. A lány önbizalomhiányban szenved, egy szerelmi csalódásból próbál kilábalni, nem tartja
magát dalszövegírónak, ezért eleinte nem akarja vállalni a munkát. Nővére rábeszélésére azonban (aki Alex 
nagy rajongója volt fiatalabb korában) elkezdenek közösen dolgozni. A dal alakulásával egy románc kezd
kibontakozni. Végül befejezik és átadják a dalt Corának, akinek tetszik a dal. Azonban Cora előadásában
az érzelmes, lírai dallamból egy modern hangzású indiai hangszerekkel fűszerezett harsány vonaglás lesz.
Sophie meg akarja mondani Corának a véleményét, de Alex nem hagyja szóhoz jutni, mert attól fél, hogy ha 
hangot adnak az ellenvéleményüknek, akkor elveszítik a megbízást.
Cora a koncertjén (ahová Sophie-t elcipeli nővére, és annak családja) bejelent egy új számot, amit Alex Fletcher írt.
Sophie már a szám elején el akar menni, a bejelentés után pedig azt hiszi, hogy Alex szándékosan kihagyja őt
abból a számból, amit közösen írtak. Azonban Alex valóban egy addig nem hallott dalt ad elő, amit teljesen egyedül írt 
(annak ellenére, hogy állítása szerint pocsék dalszövegíró). A dalban nem hangzik el név, de Sophie
számára nyilvánvaló, hogy Alex a közös történetüket meséli el. Ezek után Cora és Alex közösen előadják a 
Sophie és Alex által írt dalt, az általuk elképzelt lírai hangszerelésben. Alex és Sophie megcsókolják egymást 
a színpad mögött és ezzel a film véget ér.

## Szereplők
| Karakter                        | Színész                | Magyar hang     |
| ------------------------------- | ---------------------- | --------------- |
| Alex Fletcher                   | Hugh Grant             | Stohl András    |
| Sophie Fisher                   | Drew Barrymore         | Zsigmond Tamara |
| Chris Riley                     | Brad Garrett           | Seress Zoltán   |
| Cora Corman                     | Haley Bennett          | Tamási Nikolett |
| Sloan Cates                     | Campbell Scott         | Fazekas István  |
| Rhonda Fisher                   | Kristen Johnston       | Kéri Kitty      |
| Gary Fisher                     | Adam Grupper           | Csuja Imre      |
| Greg Antonsky                   | Jason Antoon           | Fesztbaum Béla  |
| Colin Thompson                  | Scott Porter           |                 |
| David Newbert, TV-s igazgató    | Zak Orth               | Görbe Attila    |
| Janice Stern, TV-s igazgató     | Brooke Tansley         | Lázár Erika     |
| Beharangozók narrátora (hangja) | Tom Foligno            |                 |
| Willy                           | Daniel Stewart Sherman | Kapácsy Miklós  |
| Khan                            | Aasif Mandvi           | Kapácsy Miklós  |
| Ray                             | Matthew Morrison       | Rajkai Zoltán   |
| Charlie                         | Jeremy Karson          | Penke Bence     |
| Lucy                            | Emma Lesser            | Pekár Adrienn   |
| Barbara                         | Charlotte Maier        | Szórádi Erika   |
| Tricia                          | Toni Trucks            |                 |
| Mia                             | Lanette Ware           | Téglás Judit    |
| Derek                           | Billy Griffith         | Bognár Tamás    |
| Gloria                          | Kathleen McNenny       | Szórádi Erika   |
| Főúr                            | Stevie Ray Dallimore   |                 |
| Beth Riley                      | Spenser Leigh          |                 |
| Biztonsági őr                   | Lou Torres             | Csuha Lajos     |
| Színpadmester                   | Kali Harrison          |                 |
| Koreográfus                     | Daniel Karaty          |                 |
| Pincér                          | Carlos Velazquez       | Tóth Roland     |

## Érdekességek
A film címe eredetileg Music and Lyrics By… (Zenéjét szerezte…, szövegét írta…) lett volna, ezt a megjelenés előtt Music and Lyrics-re (Zene és szöveg) változtatták.
A filmben tényleg Drew Barrymore és Hugh Grant énekel. Martin Fry, az ABC együttes szólóénekese volt Hugh Grant instruktora a film készítése során.
A filmben felcsendülő dalok közül a legtöbb Adam Schlesinger szerzeménye. 
A Dance With Me Tonight című számot az író/ rendező/ producer/ 13 éves fia, Clyde Lawrence írta.

## Betétdalok
A betétdalok a következő sorrendben jelennek meg mind a filmben, mind a filmzenéket tartalmazó lemezen:
1. Pop! Goes My Heart
2. Buddha's Delight
3. Meaningless Kiss
4. Entering Bootytown
5. Way Back into Love [Demo Version]
6. The Sounds – Tony the Beat
7. Dance with Me Tonight
8. Slam
9. Don't Write Me Off
10. Way Back into Love
11. Different Sound
12. Love Autopsy